# Empecamenta
Empecamenta är ett släkte av skalbaggar. Empecamenta ingår i familjen Melolonthidae.

## Dottertaxa tillEmpecamenta, i alfabetisk ordning[1]
- Empecamenta abyssinica
- Empecamenta angulata
- Empecamenta angustata
- Empecamenta arabica
- Empecamenta bennigseni
- Empecamenta boromensis
- Empecamenta bredoi
- Empecamenta buettikeri
- Empecamenta calabarica
- Empecamenta clypeata
- Empecamenta collaris
- Empecamenta coronata
- Empecamenta crinalis
- Empecamenta deheyni
- Empecamenta densipilis
- Empecamenta disparilis
- Empecamenta flavopilosa
- Empecamenta hirta
- Empecamenta hirtella
- Empecamenta impressiceps
- Empecamenta insulicola
- Empecamenta jeanneli
- Empecamenta kinangopina
- Empecamenta lindiana
- Empecamenta litoralis
- Empecamenta lobata
- Empecamenta mashona
- Empecamenta matabelena
- Empecamenta meruana
- Empecamenta methneri
- Empecamenta microphylla
- Empecamenta minuta
- Empecamenta montivaga
- Empecamenta nairobiensis
- Empecamenta nigra
- Empecamenta ophthalmica
- Empecamenta parvula
- Empecamenta paucisetosa
- Empecamenta pilifera
- Empecamenta rhodesiana
- Empecamenta setulifera
- Empecamenta sierraeleonis
- Empecamenta sinuaticeps
- Empecamenta tanganikana
- Empecamenta tridenticeps
- Empecamenta umbugwensis
- Empecamenta usambara
- Empecamenta zambesina